# یارا مارتینز
یارا مارتینز (انگلیسی: Yara Martinez؛ زادهٔ ۳۱ اوت ۱۹۷۹) بازیگر اهل ایالات متحده آمریکا است.
از فیلم‌ها یا مجموعه‌های تلویزیونی که وی در آن‌ها نقش داشته است، می‌توان به کارآگاه حقیقی، هاوایی فایو-زیرو، نشویل، سی‌اس‌آی: نیویورک، یگان، ذهن‌های جنایتکار و بخش فوریت‌های پزشکی اشاره نمود.